# Жале Арикан
Жале Арикан (тур. Jale Arıkan; нар. 22 серпня 1965, Стамбул, Туреччина) — турецько-німецька кіноакторка. 2013 року здобула нагороду Срібний Георгій на 35-му Московському міжнародному кінофестивалі як найкраща акторка за роль у стрічці Zerre (Частка) (сам фільм здобув Золотого Георгія).

## Кар'єра
Народилась у Стамбулі, згодом перебралася до Німеччини, де розпочала успішну акторську кар'єру. Надавала перевагу зйомкам у трилерах і драмах. Знялась у головних ролях у кількох популярних німецькомовних телесеріалах — Ein Fall für zwei (Випадок на двох) (1987—1992), Rivalen der Rennbahn (Суперники на іподромі) (1989), Hotel Paradies (1990), Місце злочину (1990—2012), Praxis Bülowbogen (1992), Закон Вольфа (1992), Слідчий (нім. Der Fahnder, 1994), Schwarz greift ein (1995), Секція 40 (нім. Abschnitt 40, 2003), Вбивство у Лейпцигу (нім. SOKO Leipzig, 2009), Stolberg (2009), Вдома є вдома (нім. Dahoam is Dahoam, 2009—2010), Küstenwache (2011) та Der Lehrer (2015).
У 2005 зіграла головну роль — польки Надєньки — у люксембурзькій кінострічці Тебе звати Юстина, яка була номінована на Оскар як найкращий фільм іноземною мовою.
У 1996 знялася в англомовній телевізійній стрічці Самсон і Делайла у ролі Наомі.

## Вибіркова фільмографія
- Місце злочину (1990—2012)
- Шиманскі (2000)
- Без звуку (2004)
- Тебе звати Юстина (2005)
- Частка (2012)